# Casa La Tumbona
La casa La Tumbona es una casa diseñada en 1986 por los arquitectos Clorindo Testa, Juan Genoud y Elena Acquarone en la playa de Ostende, una ciudad costera en Pinamar, Partido en la provincia de Buenos Aires, Argentina. 

## Historia
Fue diseñado por Clorindo Testa, quien es un miembro destacado de la arquitectura moderna sudamericana y uno de los pioneros de la arquitectura brutalista. La casa está elevada sobre pilares y situado muy cerca del mar, las olas a veces pueden llegar debajo de la casa. Esto puede crear una ilusión de estar a bordo de un buque.

### Materiales
La casa está hecha de hormigón, con diferentes formas cúbicas, angulares y confusas a la primera vista en sus geometrías, todas pintadas de rojo.